# Yasuaki Okamoto
Pour les articles homonymes, voir Okamoto.
Yasuaki Okamoto (岡本 賢明, Okamoto Yasuaki) est un footballeur japonais né le 9 avril 1988 à Kumamoto. Il évolue au poste de milieu de terrain.